# Trebah

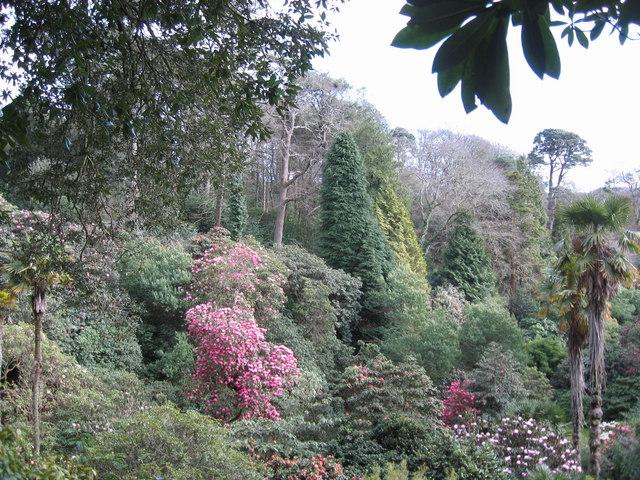
Cornovaglia (Inghilterra): i giardini di Trebah

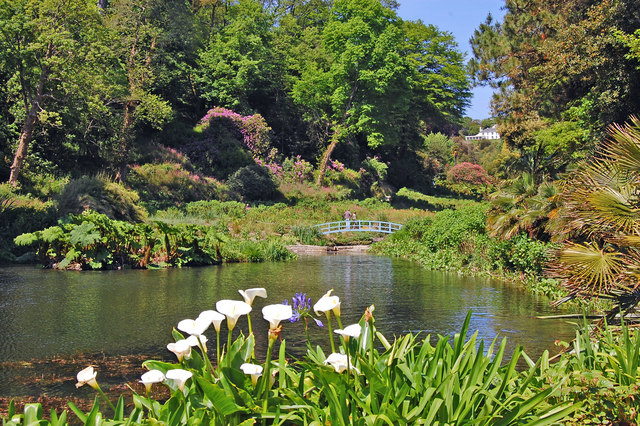
Uno stagno nei Trebah Gardens

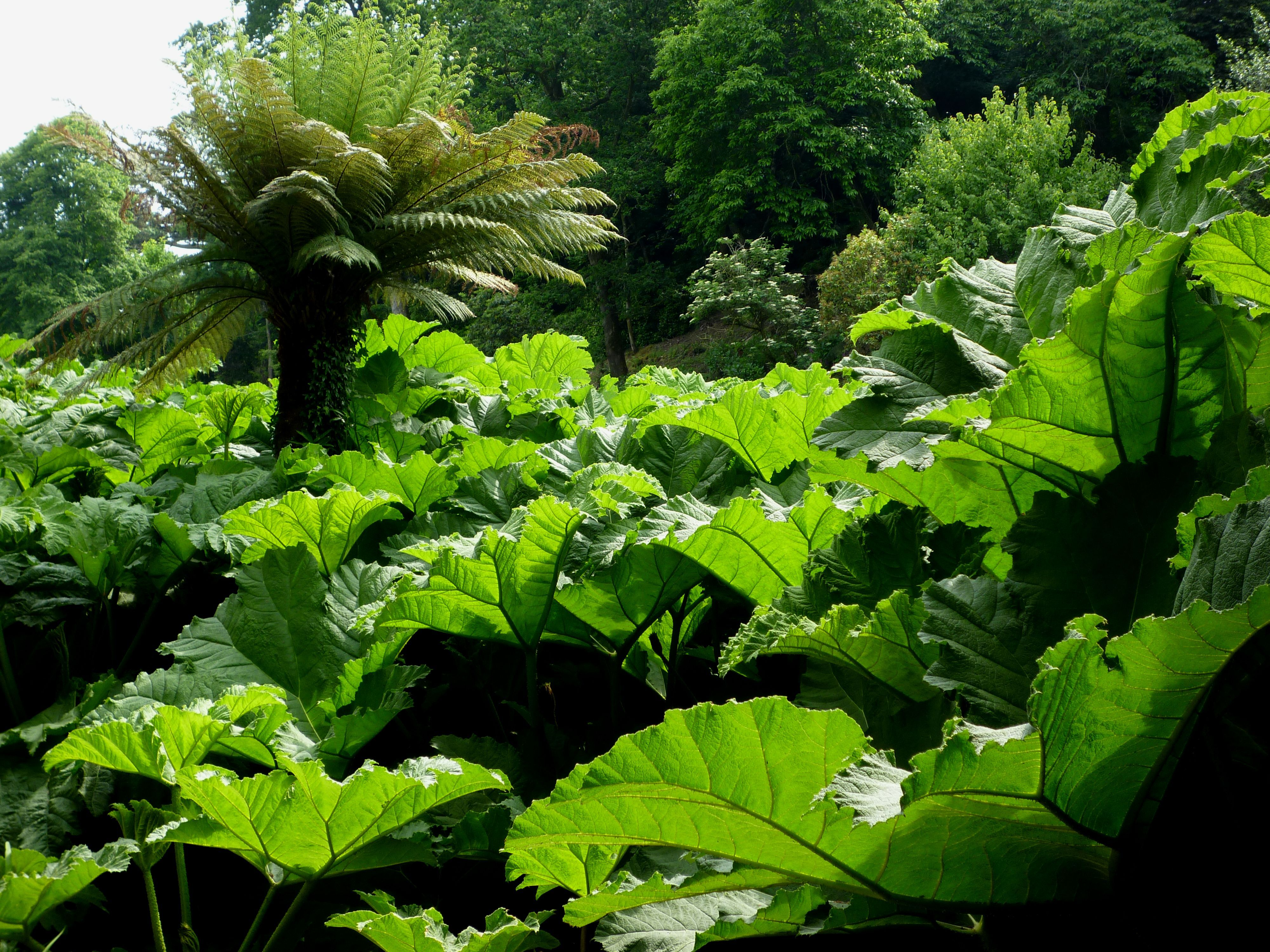
Piante subtropicali nei Trebah Gardens

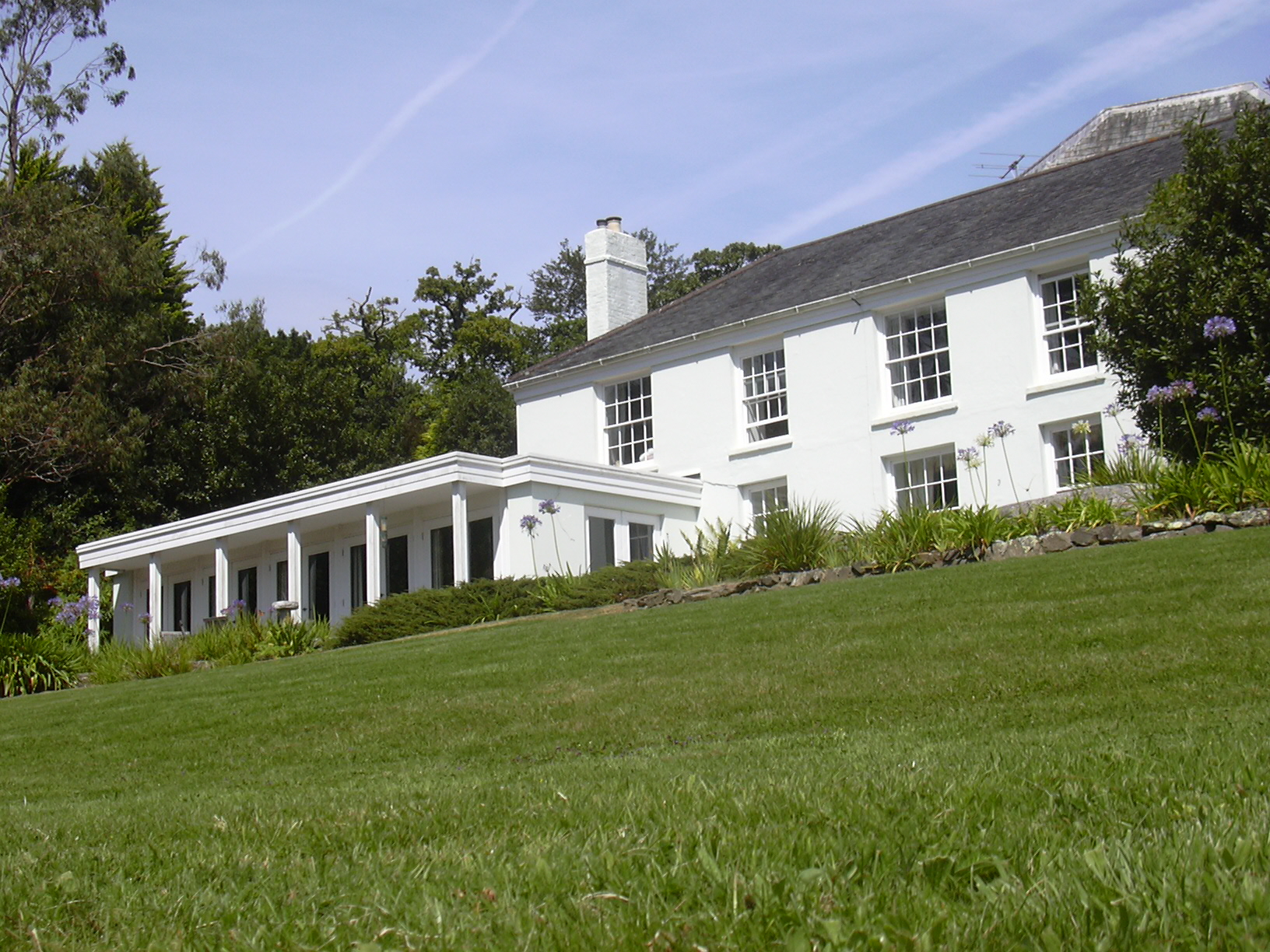
La Trebah House

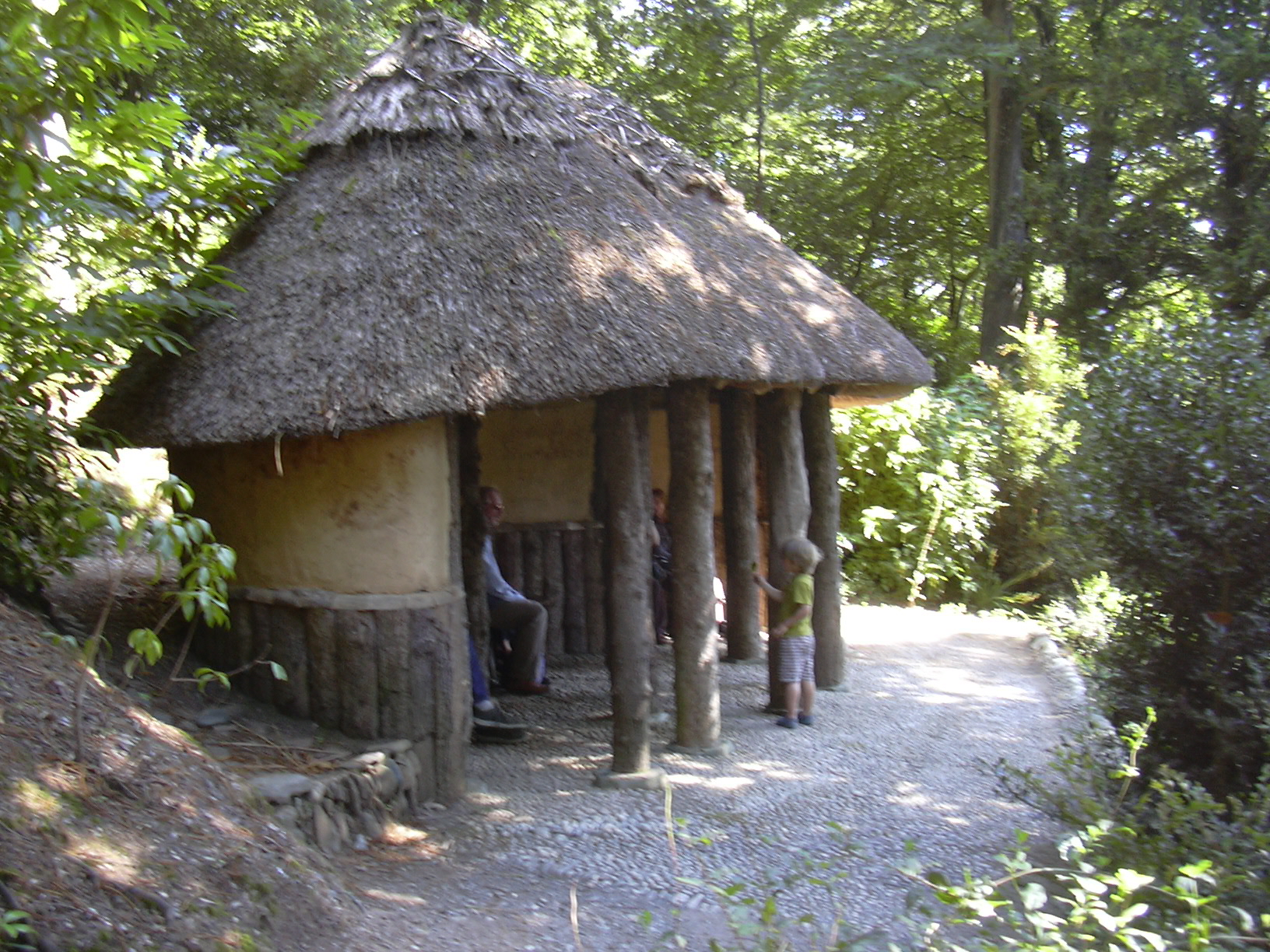
LAlice's Seat nel Trebah Garden

Trebah Garden(s) è un complesso di giardini con piante sub-tropicali, situati nel villaggio inglese di Helford, nella penisola di Lizard, in Cornovaglia (Inghilterra sud-occidentale), e realizzati a partire dal 1840 circa. È comunemente definito il "giardino dei sogni" della Cornovaglia ed è incluso tra gli 80 giardini più belli al mondo.

## Etimologia
Trebah è un termine in lingua cornica che significa la "casa sulla baia".

## Ubicazione
Trebah si trova lungo la riva settentrionale del fiume Helford.

## Caratteristiche
Il Trebah Garden si estende per circa 25 acri lungo un ripido dirupo della lunghezza di 200 piedi che scende fino ad una spiaggia privata sul fiume Helford. Nel giardino trovano posto banani, bamboo, camelie, felci, magnolie, rododendri, rabarbari brasiliani, ecc., oltre a cascate e stagni.

## Storia
La tenuta di Trebah è menzionata già nel 1085 nel Domesday Book come proprietà del Vescovo di Exeter.
In seguito, la tenuta passò nelle mani di varie famiglie della contea, tra cui i Killigrews e i Nicholls.
Nel 1831, la tenuta fu acquistata dalla famiglia Fox. La realizzazione dei giardini avvenne a partire dal 1840 circa e si deve a membri di questa famiglia, in particolare a Charles Fox e alla figlia e al genero di quest'ultimo.
Nel 1907, la tenuta fu acquisita da Charles ed Alice Hext, che portarono i giardini al loro massimo splendore.
L'opera di ampliamento durò fino al 1939, quando i giardini furono lasciati in stato di abbandono dai proprietari. Durante la seconda guerra mondiale, infatti, le spese per la loro manutenzione furono ridotte al minimo e la spiaggia di Trebah fu utilizzata per scopi militari dalla fanteria di statunitense impegnata nelle operazioni legate allo sbarco in Normandia.
Nel 1981, la tenuta fu acquistata dal Maggiore Tony Hibbert e dalla moglie Eira. Sollecitati dalla Cornwall Garden Society, i nuovi proprietari intrapresero un'opera di disboscamento che permise ai giardini di tornare allo splendore originale.

## Punti d'interesse

### Alice's Seat
Nei giardini di Trebah si trova l'Alice's Seat, la riproduzione di un cottage costruito per Alice Hext, che, insieme al marito Charles, aveva acquisito la tenuta nel 1907.